# Кињеро (Ђенова)
Кињеро је насеље у Италији у округу Ђенова, региону Лигурија.
Према процени из 2011. у насељу је живело 71 становника. Насеље се налази на надморској висини од 359 м.